# Дом Кордопулова
Дом Кордопулова (болг. Кордопулова къща) — крупнейший жилой дом эпохи болгарского возрождения на Балканах. Находится в восточной части города Мелник и является одной из его главных достопримечательностей. Рядом с домом находятся руины семейной церкви.
Дом был построен в 1754 году и принадлежал богатой греческой семье купцов-виноделов Кордопулос. (Следует отметить, что до Второй Балканской войны 1913 года, коренные греческие жители составляли большинство населения Мелника).  Дом использовался для производства, хранения и торговли вином.
Сейчас это частный музей. Здесь постоянно проводятся экскурсии, включающие посещение винных погребов и дегустацию вин.

## Архитектура
Архитектура дома выполнена в стиле ренессанс. Дом сохранился в первозданном виде и находится в очень хорошем состоянии. Реставрация дома была проведена в 1974—1980 годах.
Дом Кордопулова состоит из четырёх этажей, два из которых каменные. Два верхних этажа дома были жилыми. Очень хорошо сохранилось старинное убранство верхних этажей дома. Самая большая комната в доме — гостиная. В гостиной двадцать четыре окна, расположенных в два яруса. Верхний ряд окон украшен разноцветным венецианским стеклом с насыщенным цветом и смесью восточных элементов. Окна нижнего ряда (12 штук) являются типично болгарскими, характерными для искусства эпохи Возрождения.
Вся северная стена гостиной состоит из встроенных шкафов, которые разрисованы орнаментами в стиле барокко. Потолок гостиной выполнен из дерева. На нём изображено солнце с двенадцатью острыми прямоугольниками, которые символически изображают число месяцев года.
Все этажи и чердаки дома соединяют семь внутренних лестниц. В доме сохранилась посуда для вина, из которой когда-то пили гости дома. Также в доме сохранилось множество ковров ручной работы, которые также являются частью экспозиции.
Нижний этаж дома Кордопулова — это длинные туннели, проложенные глубоко в скале, где находятся винные погреба. Вместимость погребов составляет 250—300 тонн вина. Наибольшая бочка, которая хранится в погребе имеет ёмкость 12,5 тонн. Для правильного хранения вина в туннелях проложена вентиляционная система. Благодаря тому, что туннели проложены внутри скалы, в них всегда сохраняется постоянная температура.
Подземные коридоры сравнительно тесные и узкие. Стены туннеля облеплены монетками. Туристы загадывают желание и прикрепляют монетку к стене — если монетка приклеится, значит желание исполнится.

## История
Последний представитель семейства Кордопулос — Манолис погиб во время Балканской войны. В 1912 году Манолис приютил Яне Санданского — болгарского революционера, освободителя Мелника от Османского владычества. В октябре 1912 года Манолис Кордопулос по подозрению в связях и поддержке повстанческих отрядов Яне Санданского был убит турками, уже покидавшими город. Во время Балканской войны город Мелник претерпел значительные разрушения и практически был превращен в руины, но дом Кордопулова в то время существенно не пострадал. После смерти Манолиса дом унаследовала местная жительница Агнесса, которая приходилась то ли сестрой, то ли прислугой Кордопулова. Она вышла замуж за Георгия Цинцаров и вместе с ним стала хозяйкой дома. Поскольку семья Цинцаров была бездетной, они усыновили своего племянника Гавраила. Сейчас дом принадлежит сыну Гавраила — Николаю Паспалеву.

## Значение
Дом семьи Кордопулос входит в сотню национальных туристических объектов Болгарии и среди них занимает четвёртое место.
В 1998 году Министерство культуры Болгарии объявило дом Кордопулова архитектурным, художественным и историческим памятником культуры.

## Галерея

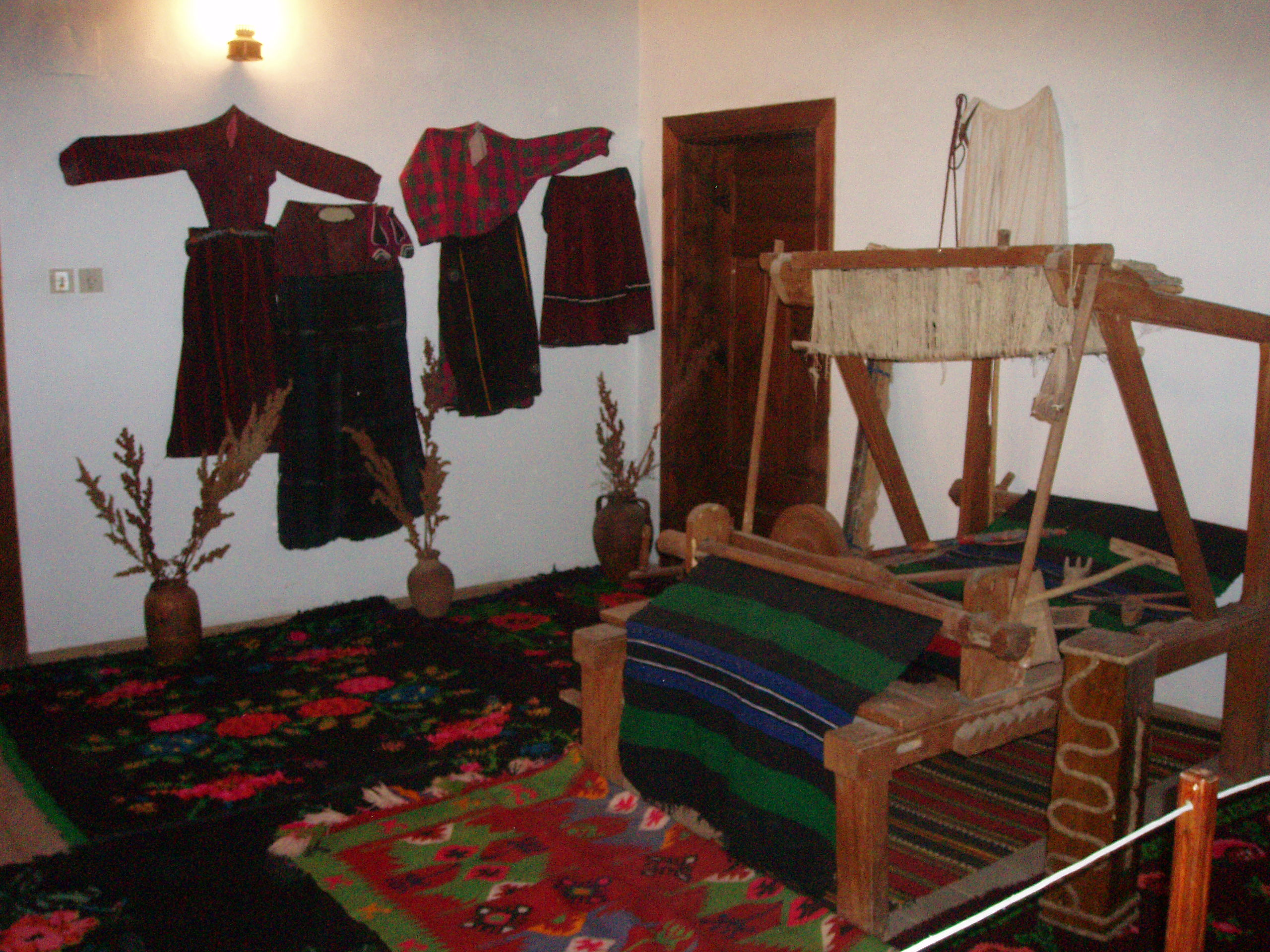
Постоянная экспозиция
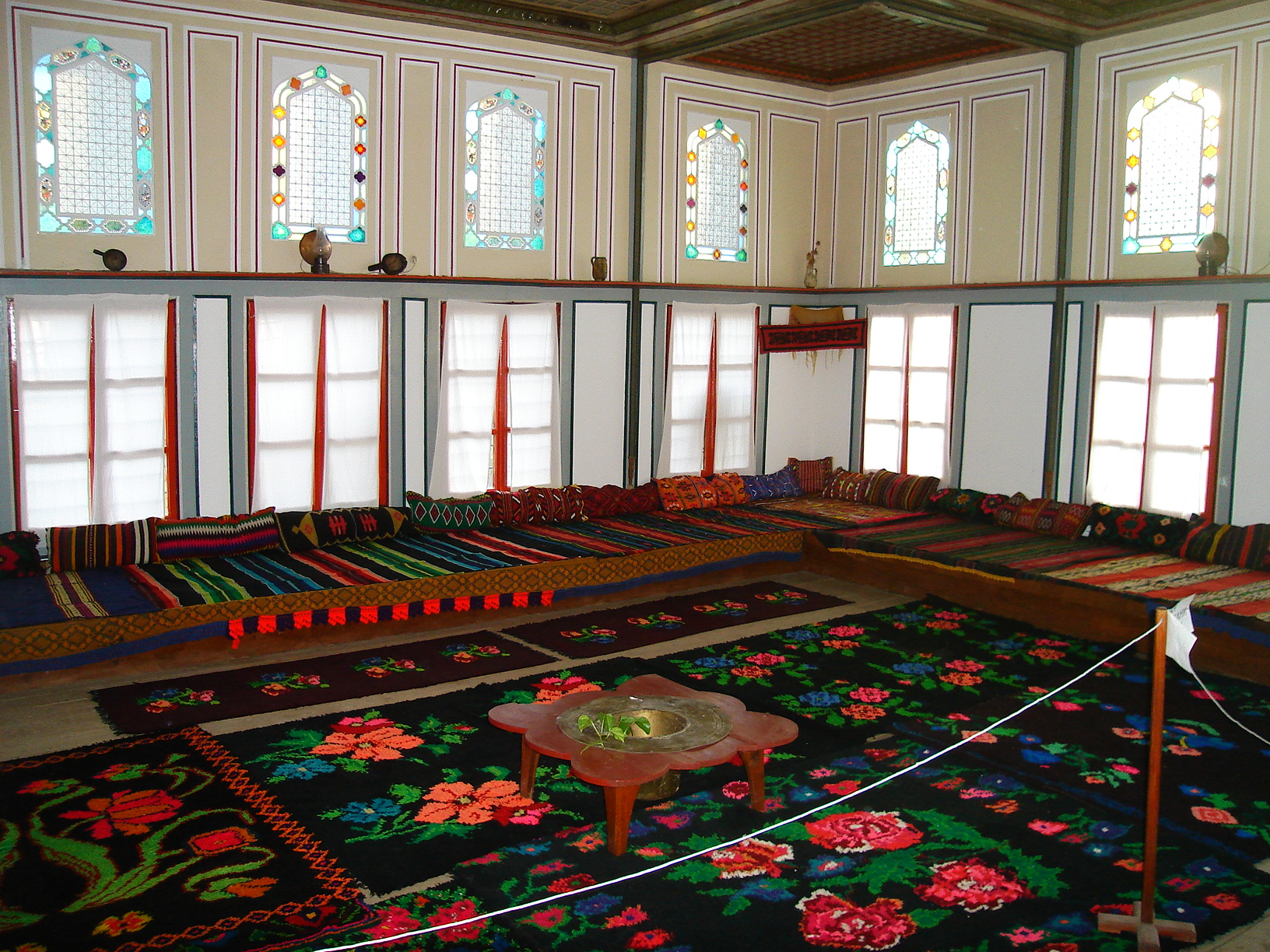
Гостиная в доме Кордопулова
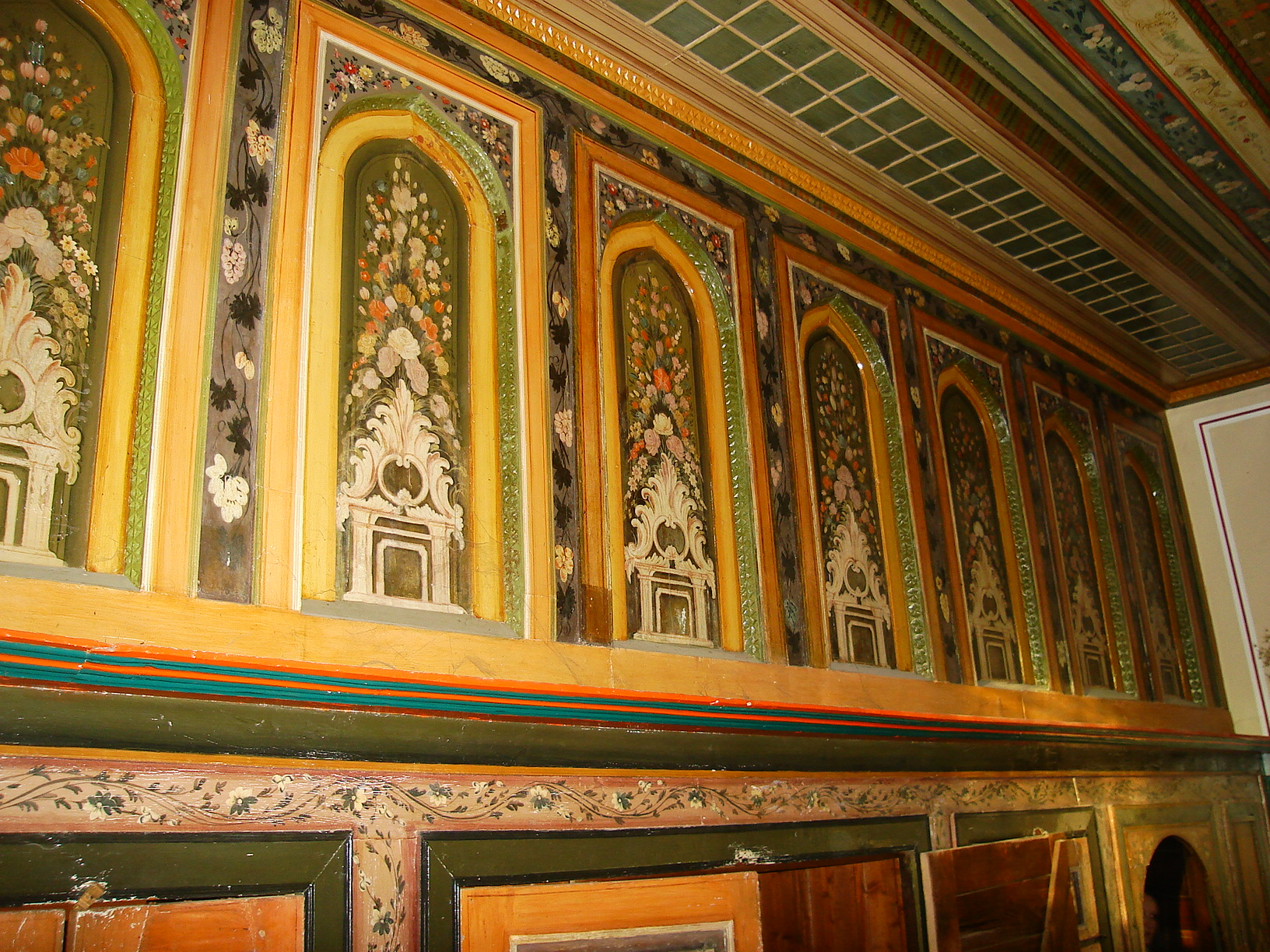
Северная стена гостиной
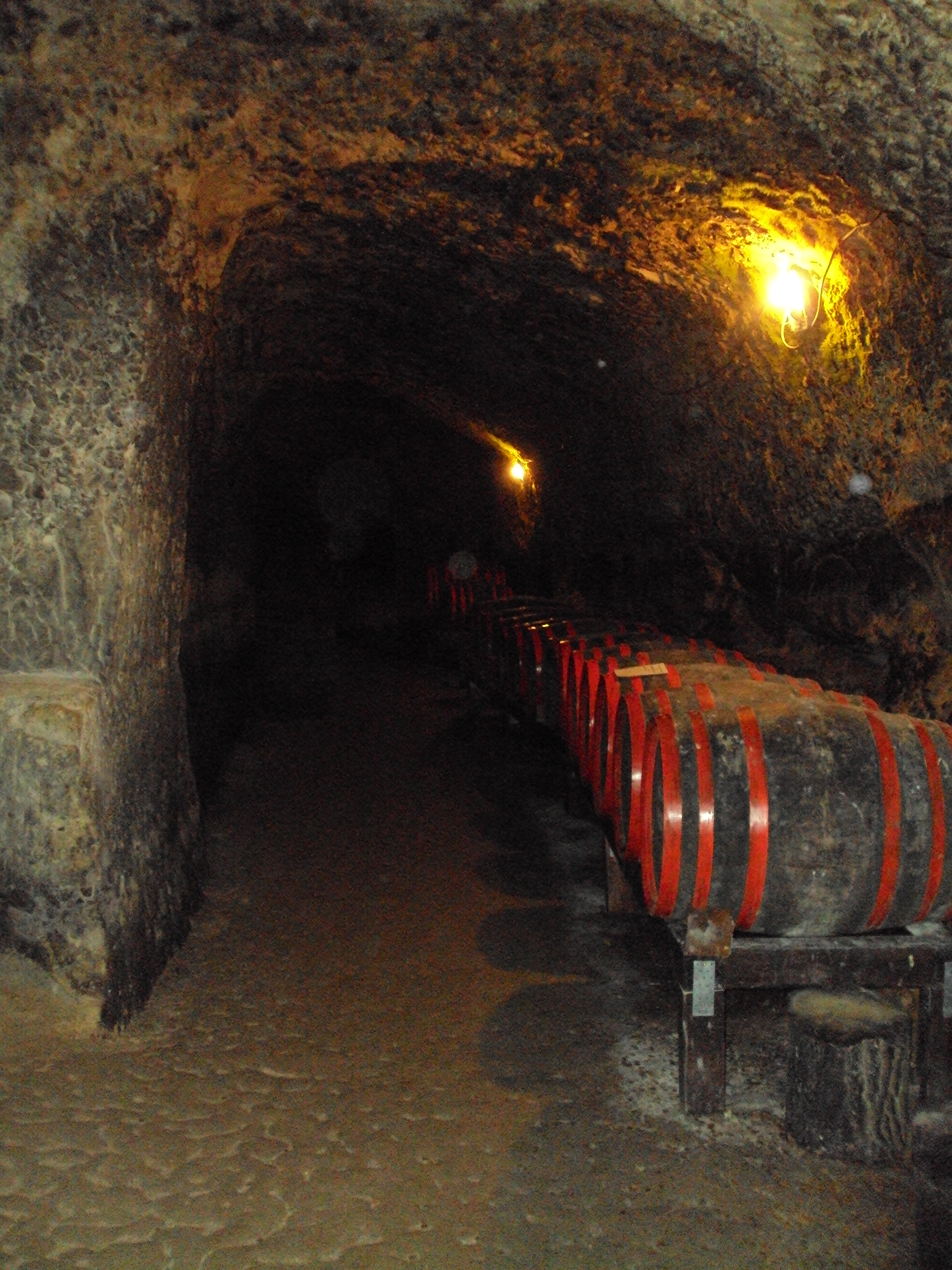
Погреба дома Кордопулова
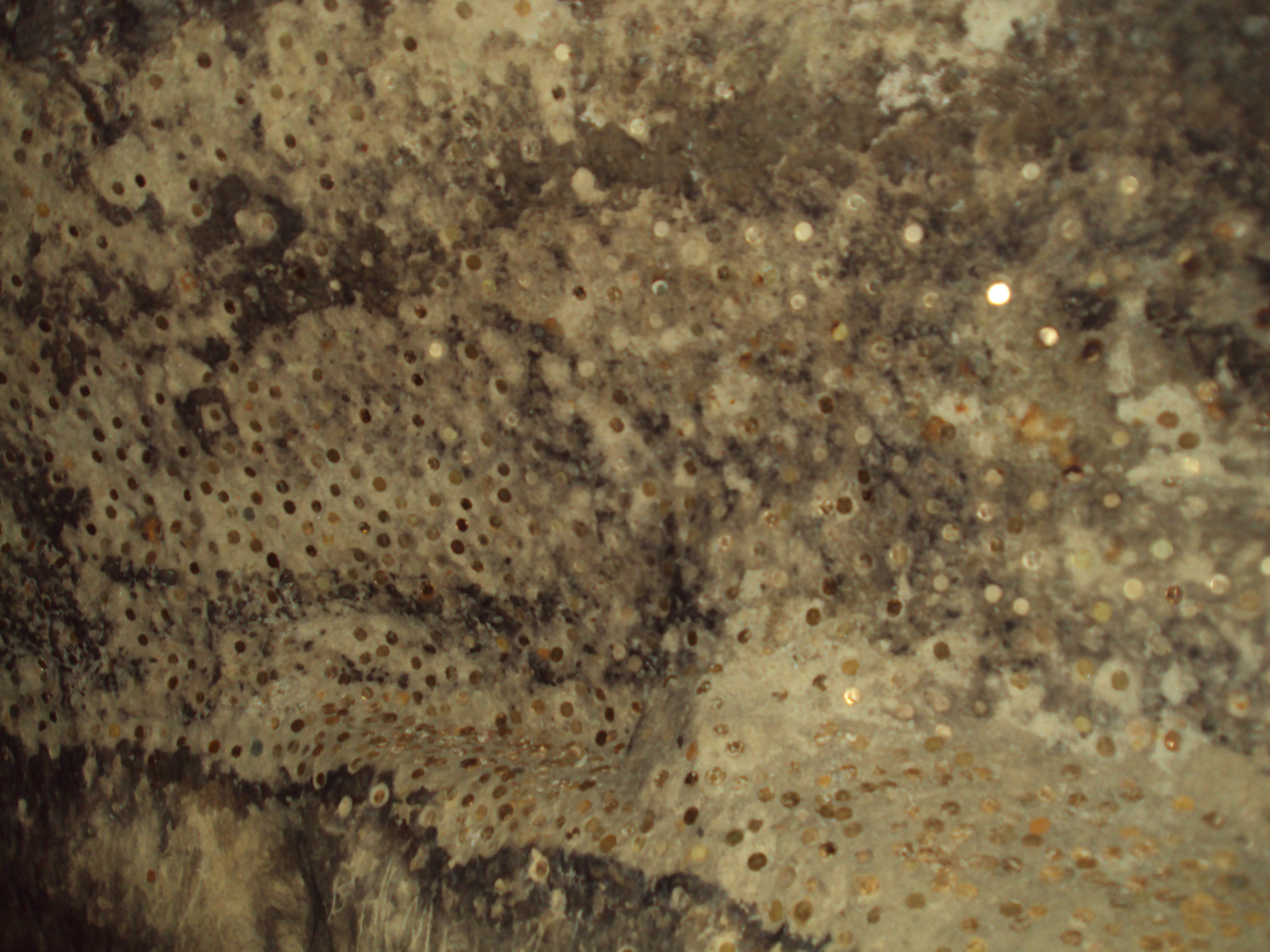
Монеты на стенах тоннеля